# Adelphohemerobius enigmaramus
Adelphohemerobius enigmaramus är en insektsart som beskrevs av Oswald 1994. Adelphohemerobius enigmaramus ingår i släktet Adelphohemerobius och familjen florsländor. Inga underarter finns listade i Catalogue of Life.